# 恩甘扎伊
恩甘扎伊（Nganzai）是奈及利亞东北部博尔诺州的地方政府，其總部位于加吉拉姆镇。根据2006年人口普查，其2,467km2面积的区域居住着99,799人。
它是构成博尔诺酋长国（位于博尔诺州的传统州）的16个地方政府之一。圣战组织曾在2019年7月和2020年6月进行了屠杀。